# Фроммель, Макс
Макс Фроммель (15 марта 1830, Карлсруэ — 5 января 1890, Целле) — германский евангелическо-лютеранский богослов, церковный деятель и духовный писатель, генералсуперинтендант и консисториалрат Целле.

## Биография
Приходился сыном известному гравёру Карлу Людвигу Фроммелю. С осени 1848 года изучал богословие в университете Галле, в 1849 году перешёл в Лейпцигский, а в 1850 году — в Эрлангенский университет. В 1852 году, завершив богословское образование, порвал с унитаристской евангелической церковью и обратился к прусскому старолютеранству. 
В 1853 году был рукоположён в священники в Лёгнице, но в 1854 году переведён в пасторы. На службе этой церкви был пастором в нескольких приходах, с 1858 года в Испрингене в Пфорцхайме Был одним из основателей в 1865 году Евангелическо-Лютеранской церкви в Бадене. С 1880 года занимал административный пост по духовному ведомству — был генералсуперинтендантом и консисториалратом главной епархии Люнебург-Целле. В последние годы жизни тяжело болел.
Главные работы: «Herzpostille, Exangelienpredigten» (Бремен, 1882; 4 издания, 1890); «Hauspostille, Epistelpredigten» (Бремен, 3 издания, 1891); «Charakterbilder zur Charakterbildung» (Бремен, 1881; 4 издания, 1895); «Einwärts, Aufwärts, Vorwärts! Pilgergedanken und Lebenserfahrungen» (1886; 7 изданий, 1896); «Pilgerpostille, Predigten» (2 издания, 1893, с биографическим очерком).